# Моя УПА
«Моя УПА» (стилізовано під хештег #МояУПА) — книга журналістки Любові Загоровської, що містить спогади людей, які воювали і допомагали Українській повстанській армії (УПА). Передмову до книжки написав Володимир В'ятрович.
Опублікована у жовтні 2022 року «Видавництвом Старого Лева».

## Опис
Книга містить 39 спогадів людей, які воювали в УПА або допомагали їй боротися за незалежність України, а саме спогади (далі за порядком, як у книзі): Мирослава Симчича, Катерини Бережанської, Романа Німого, Михайла Антоняка, Миколи Мельника, Богдана Семка, Володимира Вірста, Івана Поповича, Миколи Корольчука, Ольги Ільків, Катерини Гаврилів, Наталі Петрів, Стефанії Костюк, Євдокії Гутняк, Параскевії Фуфалько, Михайла Калиняка, Остапа Репети, Василини Гринюк, Василя Миронюка, Романа Яремака, Ярослава Козуні, Зеновія Босовича, Івана Якімчука, Наталії Панько, Розалії Мизак, Миколи Бурія і Анастасії Бурій, Володимира Коса, Дмитра Тринчія, Григорія Яцківа, Ярослава Юрцуняка, Дмитра Сливчука, Анастасії Чупрінчук, Олексія Дмитраша, Катерини Гуцуляк, Мирослава Ромаша, Федіра Наритника, Параскевії Панцішак, Михайла Юркевича, а також Ганни Русаловської.
На сторінці кожного спогаду є QR-код, відсканувавши його і перейшовши за посиланням, читач почує аудіозапис із голосом того, хто розповідав авторці свою історію.
Передмову до книжки написав доктор філософії (кандидат історичних наук) Володимир В'ятрович.

## Історія створення
Робота над книжкою розпочалась у 2017 році. І тривала чотири роки. За цей час Любов Загоровська навідувалась до учасників УПА і записувала їхні спогади. 
Володимир В'ятрович у передмові пише наступне: «Любов Зогоровська зібрала й опублікувала спогади і тих людей, які, в силу різних причин (брак можливостей/часу/бажання), самі не писали їх. Без її зусиль ми, напевно, ніколи б не почули цих голосів».

## Реакція
Володимир Молодій з Локальної історії хвалить книгу і зазначає, що вона «зберігає пам’ять про героїчне минуле українців у боротьбі за свободу. А також показує злочини російських окупантів і українських колаборантів проти України».
За словами директора Івано-Франківського обласного музею визвольної боротьби імені Степана Бандери Ярослава Коретчука, «викладений у книзі матеріал надає більш емоційну оцінку повстанському рухові. Ці розповіді можуть бути корисними в культурній, освітній та дослідницькій сферах».

## Видання
- Загоровська Любов #МояУПА. — Львів: Видавництво Старого Лева, 2022. — 496 с.[7] ISBN 978-966-448-053-6